# 새날분지
새날분지(Saenal Basin)는 한국대지 중앙부근에 형성된 수심 약 2200m대의 해저분지이다.

## 해양지명
수로업무법 제33조의4 제1항의 규정에 의거 해양지명위원회에서 심의·결정한 해양지명은 다음과 같다.
- 제정 해양지명 : 새날분지
- 대표위치(WGS-84) : 38-16N 130-25E
- 범위 : 한국대지 중앙부근에 형성된 수심 약 2200m대의 해저분지로서 대표위치를 중심으로 동서로 약17km, 남북으로 약 35km에 달하는 타원형의 해저분지